# Đồ thư tào
Đồ thư tào (圖書曹, Palace Library Section) là một trong 4 tào (Bí thư tào, Biểu bạ tào, Thừa vụ tào, Thượng bảo tào) phục vụ trong cơ quan Nội các triều Nguyễn Minh Mạng. Đồ thư tào coi giữ việc chép các thơ văn ngự chế, bảo quản các văn bản quan trọng như công văn bang giao với các nước, bản đồ quốc gia, các thư tịch công.
Đồ thư tào được lập vào năm Minh Mạng 10 (1829) khi cơ quan Nội Các được thành lập.
Năm Minh Mạng 17 (1836), Đồ thư tào đổi tên là Bí thư tào.
Năm Thiệu Trị 4 (1844), Bí thư tào được đổi tên thành Bí thư sở.